# The Reward - Tales of Alethrion
|  | Denne artikel er oprettet af botten Steenthbot ud fra en ekstern database. Den kan derfor have sproglige fejl eller mangler. Denne skabelon kan fjernes efter kontrol af indholdet. |

The Reward - Tales of Alethrion er en dansk animeret web-serie. The Reward er en kortfilm instrueret af Kenneth Ladekjær og Mikkel Mainz Elkjær, som senere udviklede sig til web-serien Tales of Alethrion. Serien er finansieret takket være fans på crowdfunding. Den startede med at blive lavet på The Animation Workshop i Viborg som afgangsfilm, derefter fortsatte Mikkel og Kenneth projektet i deres firma Sun Creature (suncreature.com), og da forskellige interesser splittede dem i Sun Creature fortsatte Mikkel projektet i firmaet Skjald (Skjaldcreative.com). Mathias Valiant er composer på projektet, og ham og Mikkel begyndte i 2021 at ligge musikken på musik tjenester som Spotify. Tales of Alethrion er på de fleste sociale medier, men har hjembase på YouTube kanalen af samme navn.

## Handling
I Tales of Alethrion følger vi forskellige helte hvis eventyr alle er flettede sammen. De har alle et mystisk skattekort til fælles.

The Reward (2013):
Wilhelm og Vito rejser ud på en livslang episk skattejagt, men målet viser sig at være noget andet end hvad de regnede med.

Thug's Life (2014)
På Vito og Wilhelm's rejse i The Reward prøvede bande medlemmerne Mira, Uruth og Zit at tage skattekortet fra dem. I et blodigt opgør dræber Wilhelm Mira og mister selv 2 fingre. I Thug's Life følger vi Mira og banden op til kampen og ser at de ikke er så slemme igen. Vi lærer også at Mira har en datter der hedder Tira som vidner kampen på afstand.

The First Hero (2015):
Den pengeelskende og succesfulde dusørjæger, Alethrion, møder den smukke backpacker pige Amerath og rejser med hende ud i verden. De forelsker sig og glemmer alt andet omkring dem, mens de bare nyder turen. På trods af kærligheden vender Alethrions grådighed for penge tilbage, og han mister interessen for Amerath. Hun går fra ham, og han fortsætter turen alene. Uden kærligheden som modvægt overtager grådigheden hans sind, og han vandrer mod en mørkere og mørkere skæbne.

Traveling Deity (2017)
Amerath og Alethrion har slået op og vi følger Amerath efter opbrudet. I hendes taske finder hun blandt Alethrion's ting en flase med en demi gud i der hedder Ruden. Den er skadet efter kamp med Alethrion, så Amerath hjælper den med at komme sig. Dens mission var at stoppe Alethrion, og da den ikke lykkes får det konsekvenser for gudeverdenen. 

Wilhelm & Vito's Logbooks (2013)
Efter Wilhelm og Vitos skattejagt tager de på en mission hvor Wilhelm bliver bidt af en Nosferatu. Han reddes af Vampyren Lord Zerol, men på bekostning af at han nu er vampyr. En magisk amulet holder ham beskyttet fra solen.

Wilhem's Curse (2017)
Wilhelm og Vito er blevet ældre og har haft så mange eventyr man kan have i sin ungdom. I deres jagt efter en kur der kan kurerer Wilhelm fra at være vampyr bliver Vito kærester med den magiske druide Gaya. Wilhelm bliver det 3. hjul og deres veje skilles. Wilhelm joiner en helteklan og lærer sine nye evner bedre at kende. Vito finder kuren, men Wilhelm beslutter sig for at forblive vampyr.

Choose Their Path 1-14 (2018-2020)
Vi følger Mik, Ken, Sylvia og Tatiana som får skattekortet efter Wilhelm og Vito's rejse.

Daughter's Revenge (2020 - 2021)
Tira er blevet voksen og møder en dag sin mors morder, Wilhelm. Hun tager på hævntogt, hvilken er meget sværere end først antaget da hun står overfor en legendarisk helt som også er vampyr. Hun møder sin far på vejen og ender med at gøre noget som får fatale konsekvenser for hele Alethrion's land.

Outcast's Journey (2018)
Vi følger firbenet Blenn, som er Vito's bastard søn, ikke noget Vito selv ved noget om. Et skud i The Reward hvor Vito og Blenns mor er sammen nåede aldrig med i den endelige film.